# 尾叶樱桃
尾叶樱桃为蔷薇科李属的植物，为中国的特有植物。分布于中国大陆的江西、广东、安徽、广西、四川、湖南、湖北等地，生长于海拔500米至900米的地区，一般生长在溪边、山谷或林中，目前尚未由人工引种栽培。

## 别名
尾叶樱（经济植物手册）